# Pierre Bernard (polityk)
Pierre Bernard (ur. 1 listopada 1931 w Saint-Pol-de-Léon, zm. pod koniec maja 2011) – francuski polityk, nauczyciel i działacz związkowy, od 1983 do 1984 poseł do Parlamentu Europejskiego I kadencji.

## Życiorys
Ukończył studia z prawa, ekonomii i ekonomii politycznej na Uniwersytecie w Rennes 1, kształcił się też w zakresie języka bretońskiego. Pracował jako urzędnik administracji w Algierii oraz nauczyciel filozofii, ekonomii i języka bretońskiego w szkołach m.in. w Lorient. W latach 50. kierował młodzieżówką bretońskich studentów JEB, a od lat 60. był sekretarzem związku zawodowego branży edukacyjnej SNES. Został także szefem organizacji zrzeszającej regiony nadmorskie, działaczem bretońskiej organizacji lobbingowej CELIB oraz doradcą rektorów uniwersytetów w Rennes i Nantes ds. regionalnych.
Od 1964 należał do Francuskiej Sekcji Międzynarodówki Robotniczej, później do Partii Socjalistycznej, wielokrotnie kandydował w różnych wyborach. W latach 1973–1981 był radnym miejskim Lorient, a w latach 1974–1978 i 1980–1982 regionu Bretania. W marcu 1983 został posłem do Parlamentu Europejskiego w miejsce Rogera-Gérarda Schwartzenberga, przystąpił do frakcji socjalistycznej. W 1986 rozczarowany odsuwaniem na boczny tor wystąpił z PS. W kolejnych latach był członkiem ugrupowań Centrum Demokratów Społecznych, Pokolenie Ekologii, Union démocratique bretonne i Zieloni, w 1993 zakończył karierę polityczną.

## Odznaczenia
Odznaczony Orderem Narodowym Zasługi i Orderem Palm Akademickich.